# قائمة أمراء الدولة الطولونية
لما عين الخليفة العباسي أبو عبد الله المعتز بالله الأمير بايكباك التركي واليا على مصر في سنة 254هـ الموافقة لسنة 868م، وقع اختيار بايكباك على ابن زوجته أحمد بن طولون ليكون نائبا عنه في حكم الولاية. ومنذ أن قدم ابن طولون مصر، عمل على ترسيخ حكمه فيها. وكان يتخلص من سلطة الوالي الأصيل بإغرائه بالمال والهدايا التي كان يرسلها إليه. وعندما طلب إليه الخليفة أبو إسحٰق محمد المهتدي بالله أن يتولى إخضاع عامل فلسطين المتمرد على الدولة، سنحت له الفرصة التي كان ينتظرها، فقد أنشأ ابن طولون جيشا كبيرا من المماليك الترك والروم والزنوج ودعم حكمه به. وقد أخذ من الجند والناس البيعة لنفسه على أن يعادوا من عاداه ويوالوا من والاه. وبفضل هذا الجيش استطاع أن يقضي على الفتن الداخلية التي قامت ضده، واستطاع أن يرفض طلب ولي عهد الخليفة أبا أحمد طلحة بن جعفر الموفق بالله الذي كان يستعجله إرسال المال ليستعين به على القضاء على ثورة الزنج بالبصرة. ومنذ ذلك الوقت أصبحت دولة ابن طولون مستقلة سياسيا عن الخلافة العباسية. وعندما طلب الخليفة إلى ابن طولون أن يتخلى عن منصبه إلى «أماجور» والي الشام، رفض ابن طولون ذلك، وتوجه إلى الشام وضمها إلى مصر.
لم يفكر ابن طولون بعد استقلاله السياسي عن الخلافة، بالانفصال الديني عنها لأن الخلافة مثلت في نظره وفي نظر جمهور المسلمين ضرورة دينية لاستمرار الوحدة الإسلامية، ولأنها تشكل رمزا يربط أجزاء العالم الإسلامي المختلفة، فحرص على أن يستمر الدعاء للخليفة العباسي على منابر المساجد في مصر والشام، واعترف بسلطته الروحية والدينية. وشرع أحمد بن طولون في القيام بأعمال عمرانية تعبر عن مدى اهتمامه الشديد بمصر، وتعكس تطلعاته إلى إقامة إمارته الخاصة، فأسس ضاحية للفسطاط هي القطائع اتخذها عاصمة لإمارته، وبنى فيها مسجده المشهور، وقوى الجبهة الداخلية من خلال تنمية موارد الثروة، ومضاعفة الدخل في ميادين الإنتاج، وأصلح أقنية الري، والسدود الخربة. وبعد وفاة ابن طولون جاء ابنه خمارويه الذي لم تفلح دولة الخلافة في أن تزيح حكمه عن الشام، فاضطرت إلى أن تعقد معه معاهدة صلح ضمنت للدولة الطولونية حكم مصر والشام مقابل جزية تؤديها. وبعد خمارويه الذي مات اغتيالا في دمشق، تولى الحكم ولداه أبو العساكر جيش ثم هٰرون. ولم يكن هٰرون قادرا على مقاومة هجمات القرامطة الذين أخذوا يغيرون على المدن الشامية، فاضطر الخليفة أبو أحمد علي المكتفي بالله إلى أن ينقذ دمشق من القرامطة بجيوش يرسلها من العراق. وكان انتصار المكتفي على القرامطة تجربة ناجحة دفعته إلى أن يتخلص من الحكم الطولوني العاجز، فوجه قواته البحرية والبرية إلى مصر، فدخلت الفسطاط وأزالت الحكم الطولوني الذي دام 37 سنة، وأعادت مصر إلى كنف الدولة العباسية.

## القائمة
| الترتيب | اللقب والكنية                                                                                              | الاسم | سنوات الحكم                                                                                                | نبذة |
| إمارة مستقلة إداريا بحكم الأمر الواقع عن الدولة العباسية منذ عهد الخليفة أبو العباس أحمد المعتمد على الله.             | إمارة مستقلة إداريا بحكم الأمر الواقع عن الدولة العباسية منذ عهد الخليفة أبو العباس أحمد المعتمد على الله. | إمارة مستقلة إداريا بحكم الأمر الواقع عن الدولة العباسية منذ عهد الخليفة أبو العباس أحمد المعتمد على الله. | إمارة مستقلة إداريا بحكم الأمر الواقع عن الدولة العباسية منذ عهد الخليفة أبو العباس أحمد المعتمد على الله. | إمارة مستقلة إداريا بحكم الأمر الواقع عن الدولة العباسية منذ عهد الخليفة أبو العباس أحمد المعتمد على الله. |
| --- | --- | --- | --- | --- |
| | أمير أبو العباس                                                                                            | أحمد بن طولون                                                                                              | 254 - 270هـ 868 - 884م                                                                                     | |
| | أمير أبو الجيش                                                                                             | خمارويه بن أحمد بن طولون                                                                                   | 270 - 282هـ 883 - 896م                                                                                     | |
| | أمير أبو العساكر                                                                                           | جيش بن خمارويه                                                                                             | 282 - 283هـ 895 - 896م                                                                                     | |
| | أمير أبو موسىٰ                                                                                              | هٰرون بن خمارويه                                                                                            | 283 - 292هـ 896 - 904م                                                                                     | |
| | أمير أبو المناقب                                                                                           | شيبان بن أحمد بن طولون                                                                                     | 292هـ 904 - 905م                                                                                           | |
| عادت الإمارة إلى حظيرة الدولة العباسية في عهد الخليفة أبو أحمد علي المكتفي بالله، وعلى يد القائد محمد بن سليمان الكاتب | | | | |